# Frank Jul Larsen
Frank Jul Larsen er født i 1974. Han var den første PGA-pro i Danmark der var Chefpro for fire individuelle klubber på samme tid, hvilket skabte et bredere samarbejde, klubberne imellem. Frank Jul Larsen har været administrerende direktør i Dansk Professionel Golf Outsourcing og salgsdirektør i Bakuri Software A/S.
Frank Jul Larsen er uddannet GolfPro på Danmarks Trænerskole i Ålborg, Greenkeeper på Sandmosen, HD fra Aarhus Universitet, Handels- og IngeniørHøjskolen.
 Der er for få eller ingen kildehenvisninger i denne artikel, hvilket er et problem. Du kan hjælpe ved at angive troværdige kilder til de påstande, som fremføres i artiklen.